# Berlebeck
Berlebeck este o localitate ce este situată la 5 km și aparține de orașul Detmold, Germania. 
Berlebeck se află între dealurile împădurite, Wallberg (256 m), Warte (325 m) și Hahnberg (260 m)  ale regiunii Teutoburger Wald.